# Десант у Жебріяни — Вилкове
Десант у Жебріяни та Вилкове 23—24 серпня 1944 року — тактичні десанти Дунайської воєнної флотилії в ході Яссько-Кишинівської операції німецько-радянської війни. Обидва десанти були об'єднані єдиним тактичним задумом і являли собою єдину морську десантну операцію, тісно пов'язану з діями військ 3-го Українського фронту.

## План та підготовка операції

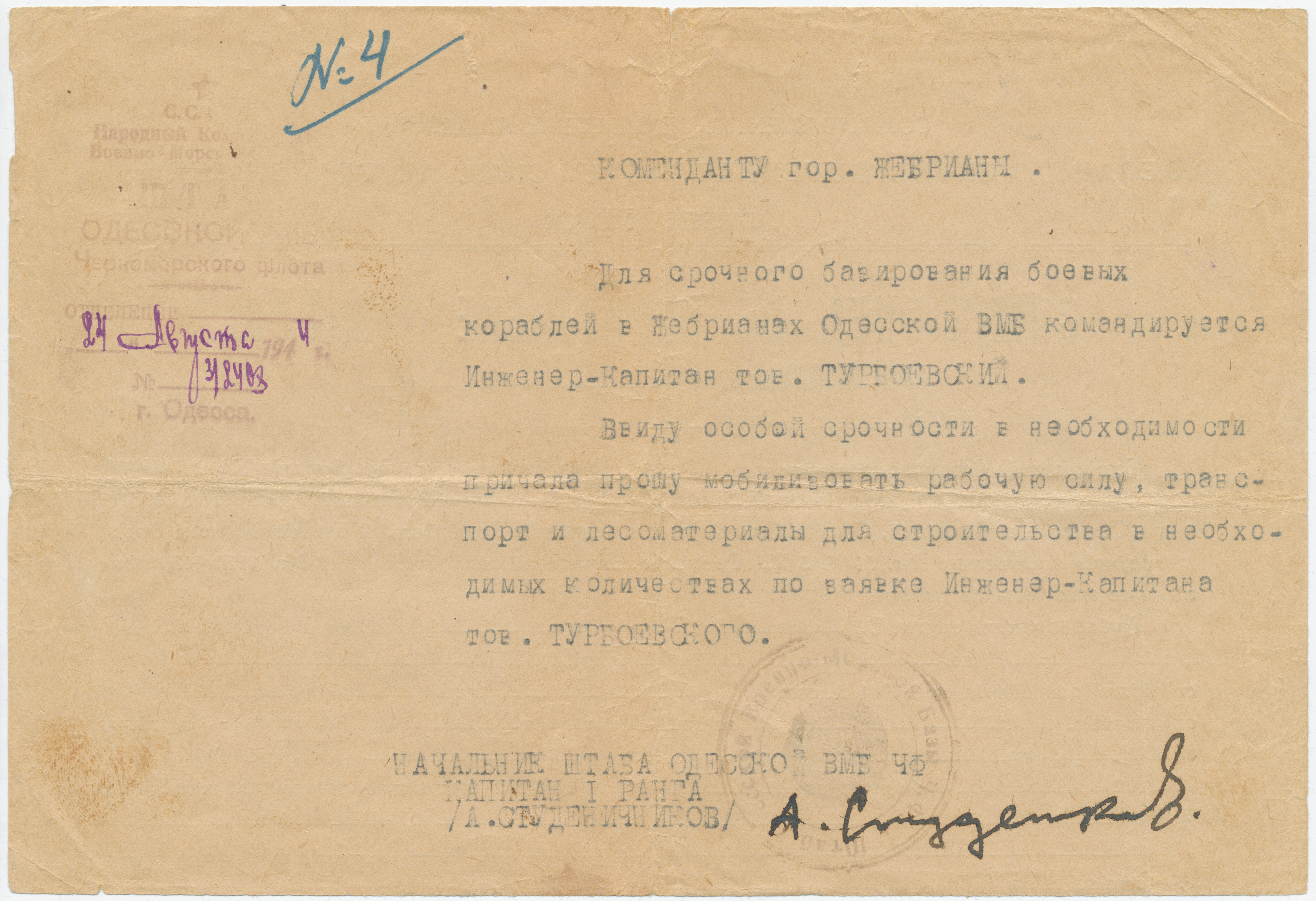
Фронтовий документ коменданту м. Жебріяни від 24 серпня 1944 року з проханням про надання допомоги з мобілізацією робочої сили, транспортом та лісоматеріалу інженер-капітану Турбаєвському К. І. у будівництві причалу для базування в Жебріянах бойових кораблів Одеської ВМБ.

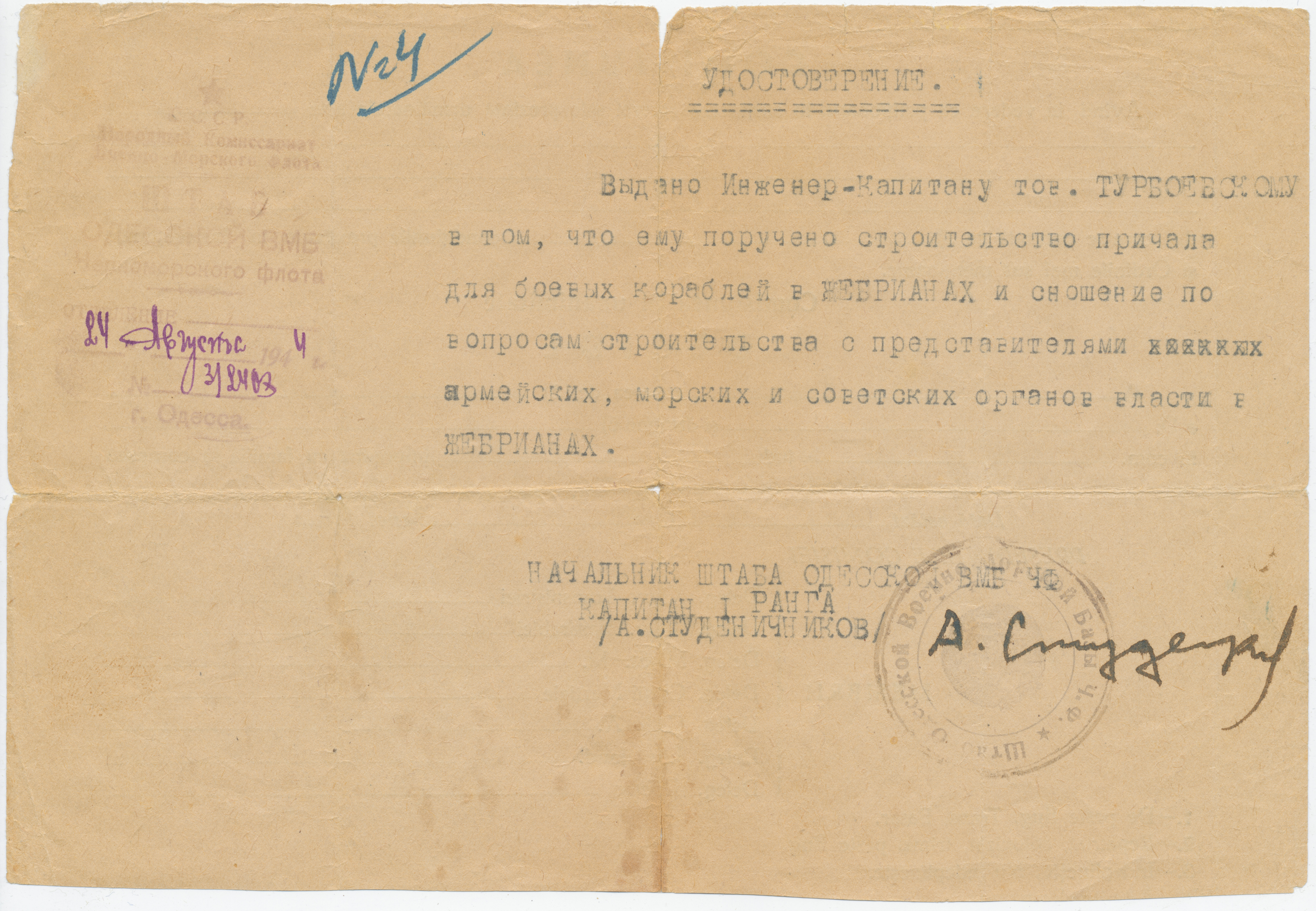
Посвідчення інженер-капітана Турбаєвського К. І. від 24 серпня 1944 року.

В ході розпочатої 20 серпня 1944 року Яссько-Кишинівської наступальної операції війська 3-го Українського фронту (командувач маршал Радянського Союзу Толбухін Ф. І.) зламали оборону німецько-румунських військ групи армій «Південна Україна» (командувач генерал-полковник Й. Фріснер) на річці Дністер та швидко наступали до дельти Дунаю. Туди ж спішно відводились розбиті ворожі війська 3-ї румунської армії (командувач армійський генерал Петре Думітреску) з надією організувати міцну оборону, використовуючи численні водні перешкоди. Для зриву цього задуму Дунайська військова флотилія (командувач контр-адмірал С. Г. Горшков) отримала наказ на висадку десантів в дельті Дунаю та перехоплення десантними загонами шляху відводу військ противника. Для підтримки десантів в Дунай із Чорного моря повинні були прорватися головні сили флотилії.

## Десант в Жебріяни
23 серпня 1944 року кораблі загону прориву та загону висадки вийшли з Одеси. Загоном висадки — Керченської бригади бронекатерів (18 бронекатерів, командир бригади та командир загону висадки Герой Радянського Союзу капітан III рангу П. І. Державін) — в районі села Жебріяни на світанку 24 серпня було висаджено 285 осіб (384-й окремий батальйон морської піхоти, командир майор Котанов Ф. Є.). Одночасно здійснено прорив в Кілійське гирло загоном з 39 різних катерів флотилії.
Після тригодинного бою десант зайняв Жебріяни, перетворений ворогом на потужний укріплений пункт, і закріпився там. Це було повною несподіванкою для румунських військ, які виходили з-під удару радянських сухопутних військ зі сторони озера Кундук. Тим не менш, використовуючи чисельну перевагу, румуни силами до двох полків піхоти спробували прорватись через позиції десанту. Весь день 24 серпня йшов тяжкий бій. Використовуючи підготовлені противником укріплення, десантники при артпідтримці кораблів і авіації утримали село, а з приходом військ 3-го Українського фронту приблизно 20 годин 24 серпня вороже угруповання чисельністю 4800 осіб склала зброю. Також в бою було знищено (за радянськими даними) приблизно 1500 солдат і офіцерів. Втрати десанту склали 28 осіб вбитих та поранених.

## Десант у Вилкове
Одночасно з боями за Жебріяни загін прориву на світанку 24 серпня увійшов в Кілійське русло й під прикриттям авіації Чорноморського флоту почав рух уверх по річці. На ранок 24 серпня цей загін вже досяг Вилкового та відкрив вогонь по ворожих військам, які зібрались на берегу Дунаю на переправу. В порт Вилкового був висаджений десант (загін висадки складався з 16 катерів під прикриттям 8 торпедних катерів). Також для посилення цього десанту в той ж день у Вилкове прорвався ще один загін катерів (29 одиниць) з Одеси.
Бій за Вилкове виявився коротким: через загрозу оточення румунські війська не вплутувалися в бій з десантом, а спішно відходили на румунську територію, втрачаючи єдине управління та кидаючи техніку. Повідомлення про переворот в Бухаресті 23 серпня посилили деморалізацію особистого складу. О другій половині дня 24 серпня до північної околиці Вилкового вийшли передові частини фронту. Східне узбережжя Кілійського гирла Дунаю виявилось повністю в руках радянських військ, що позитивно вплинуло на просування військ в глибину румунської території. У районі Вилкового було захоплено в полон приблизно 2000 солдат й офіцерів противника, знищено до 300 осіб.
Удень 24 серпня в районі міста відбувся бій радянської та румунської річкових флотилій — 5 радянських бронекатерів із загону підтримки десанту змусили відходити загін румунських кораблів (1 монітор та декілька катерів), при цьому монітор був потоплений.
За мужність в цій операції Є. Ф. Котанов був удостоєний звання Героя Радянського Союзу, багато десантників удостоєні державних нагород.